# Сапфіровочубий колібрі
Сапфіровочубий колі́брі (Stephanoxis) — рід серпокрильцеподібних птахів родини колібрієвих (Trochilidae). Представники цього роду мешкають в Південній Америці.

## Види
Виділяють два види:
- Колібрі сапфіровочубий (Stephanoxis lalandi)
- Колібрі пурпуровочубий (Stephanoxis loddigesii)[7][8][9]

## Етимологія
Наукова назва роду Stephanoxis походить від сполучення слів дав.-гр. στεφανος — корона і οξυς — цяткований.